# شركة RapidEye

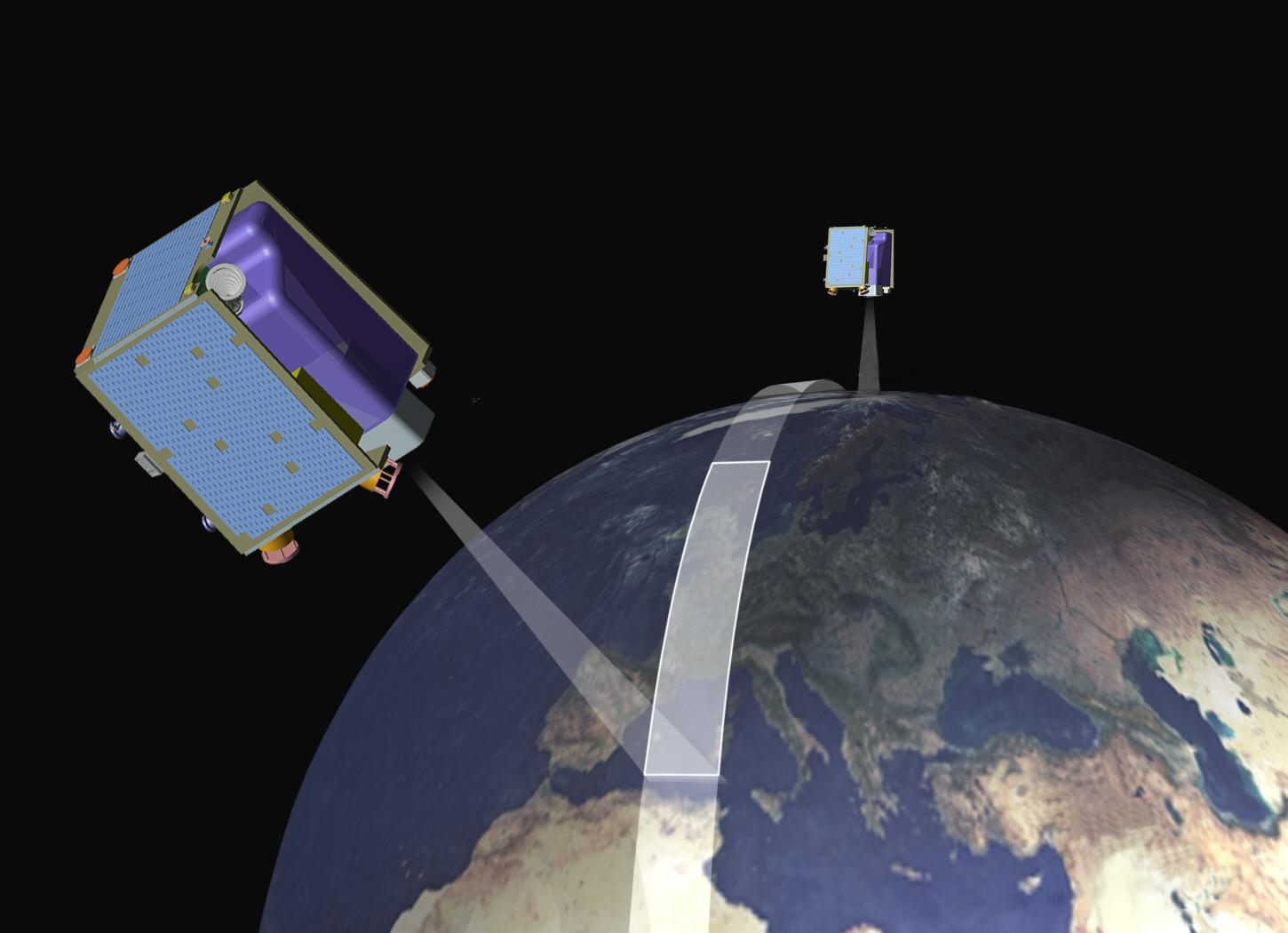
اثنان من خمسة أقمار صناعية من طراز RapidEye

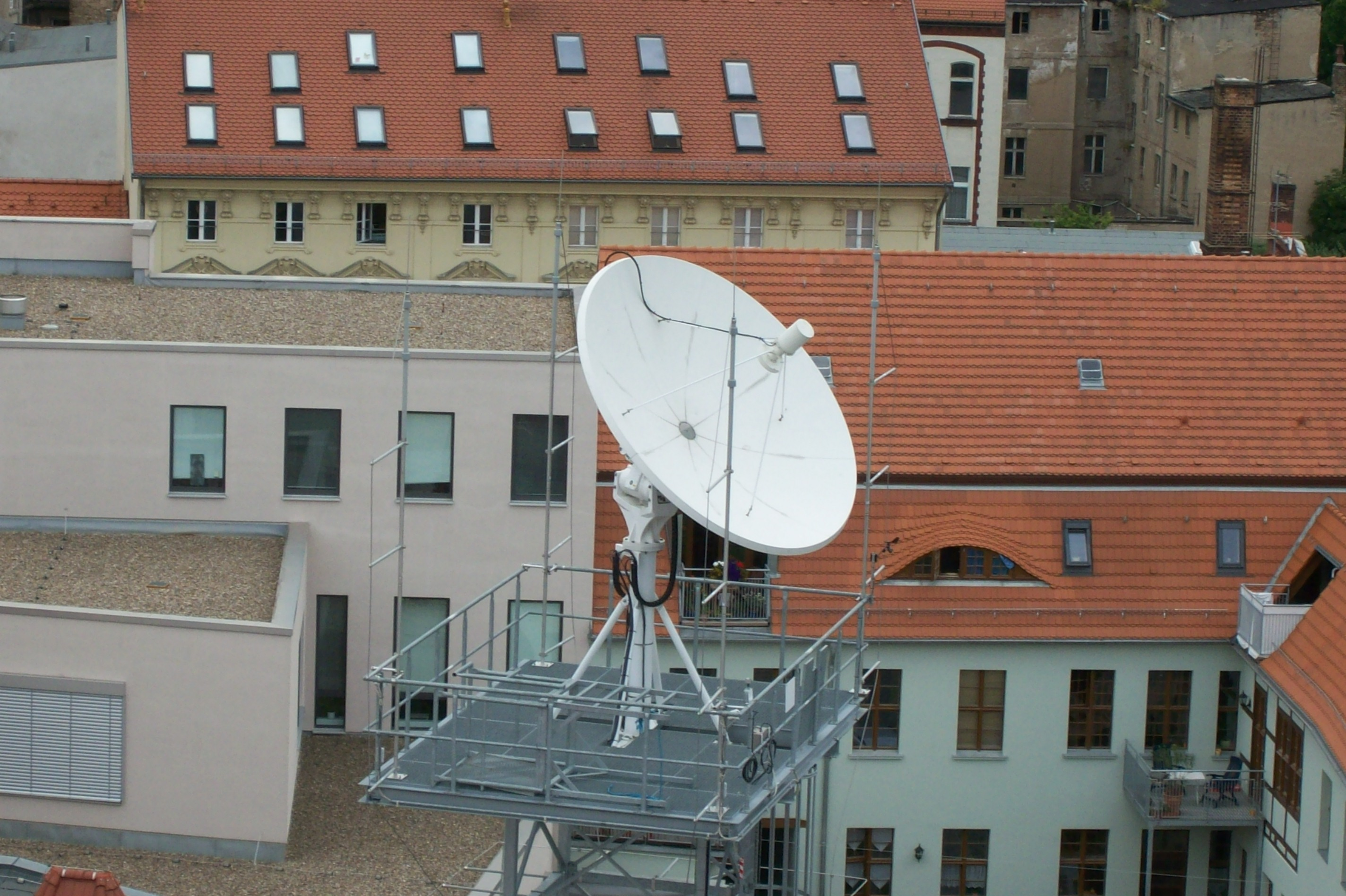
فريق أنتينا لدى RapidEye

RapidEye AG هي المزود الألماني للمعلومات الأرضية الفضائية والتي تركز على المساعدة في إدارة صنع القرار من خلال تقديم الخدمات التي تعتمد على ملاحظتهم الخاصة لصورة الأرض. وتمتلك الشركة كوكبة من الأقمار الصناعية منها خمسة تنتج 5 صورة لحلول خمسة والتي صُمِّمَت ونُفِّذَت من قبل ماكدونالد ديتولير (MDA (MacDonald Dettwiler وهو من ريتشموند (Richmond) كندا. وكان الموقع الأصلي للشركة في مدينة ميونخ (Munich) قبل ان تُنْقَل في عام 2004 إلى مدينة برانديربرج ان دير هافيل (Brandenburg an der Havel) التي تقع على بعد 60 كم من جنوب غرب برلين، وفي الثامن عشر من ديسمبر عام 2012 أعلنت الشركة نقل المقر الرئيسي للشركة إلى برلين بنجاح.

## نظرة تاريخية
في عام :1996صُمِّمَ مفهوم أعمال RapidEye من قبل شركة كايزر ثرد المحدودة وكان هذا بناءً على دعوة لتقديم الأفكار من قبل مركز الفضاء الألماني التابع لوكالة الفضاء الألمانية وكانت هذه الدعوة حول كيفية التسويق لعملية الاستشعار عن بعد في ألمانيا.
وفي عام 1998: أُسِّسَت وأُنْشِّئَت شركة RapidEye كشركة مستقلة في ميونخ (Munich) مع تمويل أولي من عدد قليل من مستثمري القطاع الخاص إلى جانب شركة فرجينيت هاجيلزيشرونج وهي شركة تأمين زراعية ألمانية.
وفي عام 2004: أُمِنّ التمويل لكوكبة الأقمار الصناعية RapidEye وكذلك قطاع الأرض وكان هذا التمويل بمساعدة الاتحاد الأوروبي ومقاطعة براندانبورغ (Brandenburg) بألمانيا واتحاد البنوك الذي يتكون من البنك التجاري وصندوق تنمية صادرات كندا وبنك التنمية الألماني ومجموعة الخدمات المصرفية.
وكان هذا التمويل من خلال التعاقد مع الشركة التجارية الكندية ماكدونالد ديتولر (MDA) الذي قدم تعاقده كمتعهد رئيسي لبناء نظام الأقمار الصناعية لشركة RapidEye.
ثم قامت شركة RapidEye بنقل أعمالها إلى براندنبورغ في دير هافل بألمانيا.
وفي أبريل من عام 2008: حصلت الشركة على شهادة الأيزو 9001 و:2000 من توف نورد (TÜV Nord). وفي التاسع والعشرين من أغسطس من عام 2008 أُطْلِّق بنجاح القمر الصناعي دانبر-1(وهو من الصواريخ العابرة للقارات والتي جُدِّدَت)وقد أُطْلِّق بنجاح من قاعدة كايبنور في كازاخستان وكان هذا الصاروخ يحمل قمرًا صناعيًا من بين الخمسة أقمار الاصطناعية التابعة لشركة RapidEye والتي صُمِّمَت ونُفِّذَت من قبل [ماكدونالد ديتور (MDA)وهو من ريتشموند (Richmond) كندا (Canada)
وفي العام 2009: وبعد أن اكتملت مراحل الاختبار والمعايرة للأقمار الصناعية أصبحت جاهزة للعمل التجاري في فبراير من عام 2009.
وفي عام 2011: تم عمل ملفات للحماية من الفساد في2011-05-30.
وفي عام 2011: حصلت كندا على ايه جي من شركة RapidEye Canada المحدودة ليثريدج الببيرت وكان هذا في التاسع والعشرين من أغسطس لعام. 2011
وفي السابع عشر من ديسمبر عام 2012: قامت شركة RapidEy بنقل مقرها الرئيسي إلى برلين.

## التطبيقات
توفر شركة RapidEye المعلومات الأرضية الفضائية التي تعتمد على إدارة الحلول للصناعات التالية:
الزراعة – وكوكبة RapidEye هي قدرة اعتماد المجال الزراعي على الأقمار الصناعية من خلال رصد الزراعة على النطاقين الإقليمي والعالمي في الدورات المتكررة. ومن الممكن أن تساعد المعلومات المستقاة من الصورة المأخوذه عن طريق الأقمار الصناعية، المزارعين في عمليات الزراعة الصحيحة والدقيقة وتساعد أيضًا شركات التأمين الزراعية في تقييم الأضرار وإدارة المخاطر أو تساعد الحكومات في مجال الأمن الغذائي ورصد الامتثال البيئي.
الغابات – تُسْتَخْدَمُ المعلومات المعتمدة على الأقمار الصناعية بشكل متزايد من قبل الحكومات والشركات التجارية وذلك لتقييم حالة الغابات وقياس الاستدامة البيئية والاقتصادية للغابات وذلك من خلال رصد عمليات قطع الأشجار المخالفة للقانون وإزالة الغابات.
الأمن amp;amp; والطوارئ- يعد التحول السريع في الصورة المستقبلة من القمر الصناعي والذي يوضح ظروف الأرض الحالية التي أعقبت حالة الكوارث سواء الطبيعية أو التي هي من صنع الإنسان أمر هام وضروري للسلطات حيث تمكنهم من إدارة الأزمات وتقييم الموقف ومساعدة فرق الإنقاذ والتأمين على التنسيق فيما بينهم بشكل أفضل.
البيئة – يمكن أن توفر الصور الملتقطة من الأقمار الصناعية معلومات قيمة تساعد الوكالات الحكومية والصناعية في رصد الآثار البيئية للأنشطة البشرية.
الحلول الفضائية - تستخدم الصور الملتقطة عن طريق القمر الصناعي RapidEye كخلفية معلوماتية للعديد من الأغراض من بينها رسم الخرائط والملاحة ومحاكاة الطيران والألعاب وجزء أساسي من عملية النمذجة الأرضية الفضائية ثلاثية الأبعاد.
الطاقة amp;amp والبنية التحتية - وتستطيع مجموعة أقمار RapidEye رصد خطوط الأنابيب وممرات النقل ويمكنها تحديد المشاكل فيها على الأرض مثل زحف النباتات والمباني المجاورة وكذلك تساعد في تطوير الطرق وكشف التسرب. وتستطيع أن توفر الغطاء الأرضي باستخدام بيانات التقسيم من قبل شركات الاتصالات لتساعدهم في التخطيط لشبكاتهم الهوائية. وتستطيع أن توفر الغطاء الأرضي باستخدام بيانات التقسيم من قبل شركات الاتصالات لتساعدهم في التخطيط لشبكاتهم الهوائية.

## الأقمار الصناعية
هناك خمسة أقمار صناعية نموذجية: بُنِيَت من قبل شركة ساري لتكنولوجيا الأقمار الصناعية المحدودة. (SSTL)]] وبُنِيَت 6 من قبل غولدفورد (Guildford) وقد أخذا مشروع بنائهم من الباطن من شركة ماكدونالد ديتولر (MDA)ويعتمد كل قمر صناعي على تطور 100 ناقل طيران من ساري لتكنولوجيا الأقمار الصناعية المحدودة. والتي أثبتت كفاءتها. ويبلغ قياس كل قمر صناعي منهم أقل من واحد متر مكعب ويزن 150 كيلو جرام (وهذا وزن الناقل+ الحمولة).
ويحتوي كل قمر صناعي من الأقمار الخمسة التابعة لشركة RapidEye على أجهزة استشعار تمت معايرتها جميعًا بشكل متساو وجميعها ستسافر على نفس الطائرة المدارية (على بعد 630 كيلو متر). ولكل من الأقمار الصناعية الخمسة وأجهزة الاستشعار القدرة على جمع ما يزيد على 5 ملايين قرار من خلال 4 ملايين كيلو متر مربع 5 وجمع خمس صور ملونة كل يوم للأرض.